# Список корейских поэтов
Список корейских поэтов.

## B
- Вонхё (617—686)

## К
- Ким Гванук (1579—1656)
- Квон Пхиль[кор.] (1569—1612)
- Ким Саккат (1807—1864)
- Ким Со Воль (1903—1935)
- Ким Сисып (1435—1493)
- Ким Су Джан[кор.] (1690 ~ 1769)
- Ким Джиха (1941-)
- Ким Чхон Тхэк[кор.] (1670 ~ 1717)
- Ко Ын (1933)
- Кюнё (917—973)

## Л
- Ли Гюбо (1169—1241)
- Ли И[англ.], Юльгок (1536—1584)
- Ли Сан Хэ (1539—1609)
- Ли Сунсин (1544—1598)
- Лим Дже (1549—1587)

## О
- О Сеён (1942—)

## П
- Пак Инно (1561—1642)

## С
- Син Хым[кор.] (1586—1628)
- Со Чонджу (1915—2000)

## Х
- Хан Ён-ун (1879—1944)
- Хван Джин И (1506—1544)
- Хо Нансорхон[англ.] (1563—1589)

## Ч
- Чо Гичхон (1913—1951)
- Чон Джиён[англ.] (1902—1950)
- Чон Джисан (?—1135)
- Чон Сан Бён (1930—1993)
- Чон Чхоль (1536—1593)
- Чхве Чхивон (857~915)
- Чхве Чхун (985—1068)

## Ю
- Юн Сон До (1587—1671)
- Юн Дончжу (1917—1945)

## Я
- Ян Согиль (1936-)